# 中国驻越南大使馆
中华人民共和国驻越南社会主义共和国大使馆，简称中国驻越南大使馆，是中华人民共和国派驻于越南社会主义共和国首都河内市的外交代表機構，位于巴亭郡黄耀大街46号（46 Hoang Dieu, Ba Dinh）。

## 历史
1954年8月25日，中华人民共和国决定设立驻越南大使馆。最初在今太原省大慈县仙会社一个名叫江坡（今又称大使坡）的山丘上设立大使馆，中华人民共和国首任驻越大使罗贵波便是在此向胡志明递交国书。抗法战争胜利后，中国大使馆随越南政府从太原迁至河内市。胡志明表示，中国大使馆可以在河内市区任何地方选址，然后向他报告。中国大使馆现址原是法属时期北圻大臣黄仲敷的官邸，大使馆工作人员选中后，经胡志明批准，划给中国大使馆使用。

## 机构设置
根据有关规定，中国驻越南大使馆设置下列机构：

### 内设机构
- 经济商务处
- 领事部

### 总领事馆
- 中国驻胡志明市总领事馆
- 中国驻岘港总领事馆